# Amblyiulus evansi
Amblyiulus evansi är en mångfotingart som beskrevs av Henri W. Brölemann 1922. Amblyiulus evansi ingår i släktet Amblyiulus och familjen kejsardubbelfotingar. Inga underarter finns listade i Catalogue of Life.